# Афонсу де Албукеркі
Афо́нсу де Албуке́ркі (порт. Afonso de Albuquerque, МФА: [ɐ.ˈfõ.su dɨ aɫ.bu.ˈkeɾ.kɨ]; 1453 — 16 грудня 1515) — португальський державний діяч, мореплавець, військовик, флотоводець. Головний будівничий Португальської імперії в акваторії Індійського океану. Очолював 5-у португальську Індійську Армаду (1503—1504) і разом із Тріштаном да Кунья 8-у португальську Індійську Армаду (1506—1507), Губернатор Португальської Індії (1509—1515), герцог Гоа (1515).
Захопив Сокотру (1507), Маскат (1507), Ормуз (1507, 1515), Калікут (1509), Гоа (1510) та Малакку (1511). Створив мережу португальських фортець в Індійському океані, заклав основи трансконтинентальної Португальської колоніальної імперії. Перехопив у мусульман посередництво у міжнародній океанській торгівлі, перетворивши Португалію на одну з найбагатших країн світу. Намагався створити широку антиісламську коаліцію з Єфіопією, Сіамом (1511) і Китаєм (1513). Сприяв поширенню християнства у підкорених регіонах.

## Біографія
Афонсу де Албукеркі народився в 1453 році в Аляндрі, недалеко від Лісабона. Представник шляхетного роду Албукеркі, був другим сином Гонсалу де Албукеркі, лорда Віла-Верде-дус-Франкос, і дони Леонор де Мінезіш. Його батько займав важливу посаду при дворі і був пов'язаний віддаленим незаконним походженням з португальською монархією. Він здобув освіту з математики та латинської мови при дворі короля Португалії Афонсу V, де подружився з принцом Жуаном, майбутнім королем Португалії Жуаном II.

## Військова служба
Афонсу служив 10 років у Північній Африці, де він накопичив військовий досвід у кількох кампаніях проти місцевих берберських мусульманських держав та проти Османської імперії.
У 1471 р. під командуванням Афонсу V він брав участь у завоюванні Танжера та Асіли в Марокко, кілька років служив там офіцером. У 1476 році він супроводжував принца Жуана у війнах проти Кастилії, включаючи битву при Торо. Він брав участь у кампанії на італійському півострові в 1480 р. для порятунку Фердинанда II Арагонського від османського вторгнення в Отранто, яке закінчилося перемогою. По поверненню в 1481 році, коли принц Жуан був коронований королем Жуаном II, Афонсу був призначений головним королівським конюшим (порт. estribeiro-mor), на посаду, яку він обіймав протягом усього правління Жуана ІІ. У 1489 р. він повернувся до військових компаній в Північній Африці, керуючи обороною острівної фортеці Грасіоза на річці Луко поблизу міста Лараче. У 1490 році Албукеркі входив до персональної гвардії короля Жуана II. Він повернувся в Асілу в 1495 році разом із молодшим братом Мартімом, який там загинув в боях з берберами.

## 5-а Індійська Армада
6 квітня 1503 року, Афонсу на чолі 5-ї португальської Індійської Армади вирушив у свою першу експедицію до Індії разом зі своїм двоюрідним братом Франсіску де Альбукерке. Кожен командував трьома кораблями. Разом з ними у складі флотилії також перебували Дуарте Пачеку Перейра та Ніколау Коельо. Він взяв участь у кількох битвах проти сил заморина Калікута (сучасний Кожикоде) і домігся укріплення влади правителя Кочі на його престолі. Натомість отримав дозвіл на зведення та збудував першу португальську фортецю в Азії — форт Емануел (форт Кочі). Встановив торгові відносини з Колламом. Це заклало основу східної португальської імперії.

## 8-а Індійська Армада
У квітні 1506 році вирушив у другу експедицію до Індії у складі 8-ї португальської Індійської Армади на чолі з Тріштаном да Кунья, в якій командував 5 з 16 кораблів. Під час цієї експедиції Албукеркі довелось самостійно виконувати функції штурмана на власному кораблі, оскільки заздалегідь призначений штурман не зміг взяти учать в експедиції.
Завданням 8-ї Індійської Армади було захоплення острова Сокотра, з якого португальці планували заблокувати плавання арабських торговців через Червоне море. Албукеркі мав із собою запечатаного листа із секретним наказом короля: після виконання першої місії він повинен був замінити першого віце-короля Індії Франсішку де Альмейда, термін якого закінчувався лише через два роки. Подорож 8-ї Армади затягнулась і замість прибути до Сокотри через пів року, флот прибув туди майже через рік.
Після захоплення острова Сокотра в квітні 1507 року, кораблі 8-ї Армади розділились. Тріштан да Кунья відплив до Індії, якраз вчасно, щоб порятувати португальський загін, що опинився в облозі в Каннанурі, тоді як Афонсу взяв 6 кораблів і 500 чоловік і попрямував до Ормузу, що був одним з головних торгових міст Перської затоки. На своєму шляху в липні-серпні 1507 р. Албукеркі захопив оманські міста Куріаті (Курят), Маскат, Хор-Факкан, а також мирно підпорядкував португальцям міста Калхат і Сохар. Флот Албукеркі прибув до Ормузу 25 вересня і в результаті короткої битви португальці захопили місто, яке погодилося стати васалом португальського короля. Афонсу розпочав на острові будівництво Непорочного зачаття Богоматері, залучивши до роботи своїх людей усіх рангів. Однак деякі його офіцери повстали проти виснажливої роботи у важкому клімату і, стверджуючи, що Афонсу перевищує свої повноваження, самовільно відпливли до Індії. Коли флот скоротився до двох кораблів і залишився без запасів, Афонсу не зміг довго утримувати свою позицію. Вимушений покинути Ормуз у січні 1508 року, він здійснив набіги на прибережні села, щоб забезпечити поселення Сокотра, а потім також направився до Індії.

## 2-й Губернатор Португальської Індії (1509—1515)

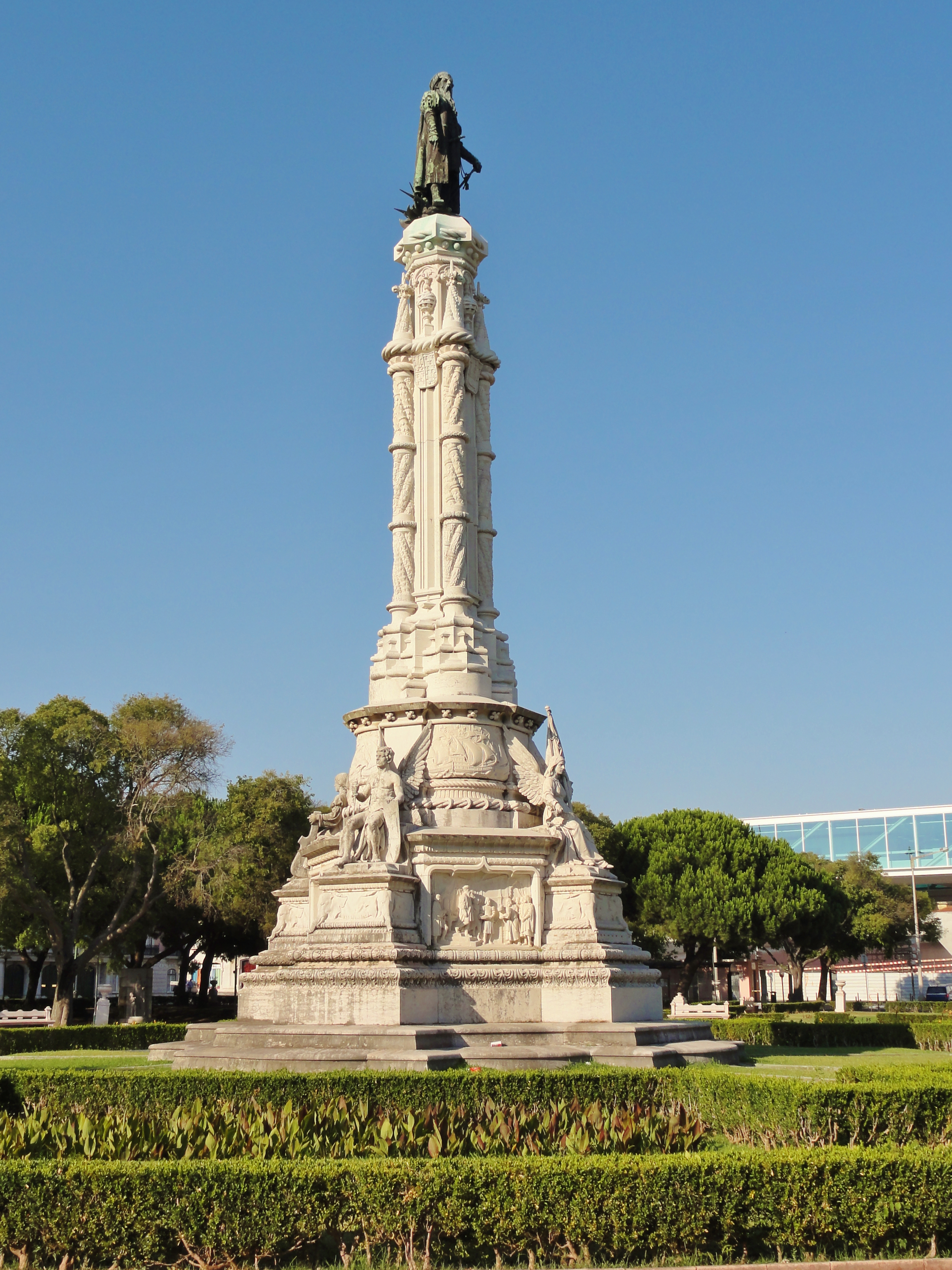
Пам'ятник Афонсу де Албукеркі в Лісабоні

Після прибуття Албукеркі в Індію, Франсішку де Алмейда, який якраз готувався помститись мусульманському флоту за поразку в морській битві при Чаулі, в якій загинув його власний син, відмовився передати йому повноваження губернатора Індії і заточив у форті Святого Ангела в Каннурі, звідки його було звільнено лише восени 1509 року.
4 листопада 1509 року Афонсу став другим губернатором португальської Індії, посаду, яку він обіймав до своєї смерті. Вступивши на посаду, Афонсу мав намір домінувати в мусульманському світі та контролювати торгівлю спеціями. У 1509 році, за допомогою флоту, що прибув з Португалії атакував Калькуту, в 1510 році захопив Гоа, перетворивши місто Гоа на головну резиденцію Португальської Індії. В 1511 році захопив Малакку.
Албукеркі вдалося встановити тісний контакт з негусом Ефіопії. Він також боровся з Єгиптом через португальське суперництво з ним в торгівлі з країнами Південної та Південно-Східної Азії. З цією метою в 1513 році з 20 кораблями спробував захопити Аден.
У 1515 році знову захопив Ормуз, який португальці цього разу втримували до 1622 року.

## Спадщина
Помер 16 грудня 1515 року в Гоа, Індія. Похований у Лісабонській церкві Діви Марії Благодатної. Посмертно удостоєний герцогського титулу, що надавався лише членам королівської родини. У Португалії вшановується як національний герой, геніальний військовик і найбільш визначний морський командувач свого часу.
Прізвиська — Лев морів, Великий, Грізний, Цезар Сходу, Португальський Марс.

## Сім'я
- Батько: Гонсалу де Албукеркі
- Матір: Леонора де Мінезіш
- Син: Брас де Албукеркі